# Inangahua (rivière)
La rivière Inangahua (en anglais : Inangahua River) est un cours d’eau situé au nord-ouest de l’Île du Sud de la Nouvelle-Zélande.

## Géographie
C’est un affluent majeur  du fleuve Buller, qu’elle  rejoint au niveau de  la ville de Inangahua Junction.
La rivière  Inangahua s’écoule vers le  nord-ouest sur 35 km, tournant au nord après son passage  à travers la ville de Reefton. De là, elle continue sur 30 km  avant d’atteindre le fleuve Buller à quelque 40 km de l’embouchure  du fleuve, qui est  plus large qu’elle, dans la mer de Tasman  et est situé près de  la ville de Westport.
La centrale de centrale électrique de Reefton (en), actuellement déclassée, fonctionnait avec l’eau prise dans la rivière.